# Associazione Sportiva Trapani 1976-1977
Questa pagina raccoglie i dati riguardanti il Trapani Calcio nelle competizioni ufficiali della stagione 1976-1977.

## Stagione
Nella stagione 1976-1977 l'Associazione Sportiva Trapani disputò il campionato di Serie C, raggiungendo il 5º posto.

## Divise
I colori sociali dell'Associazione Sportiva Trapani sono il granata ed il giallo per la maglia di riserva.
| Casa | Trasferta |

## Rosa
| N. |                   | Ruolo | Calciatore            |
| -- | ----------------- | ----- | --------------------- |
| 1  | Italia (bandiera) | P     | Andrea Chini          |
|    | Italia (bandiera) | P     | Agatino Pugliese      |
|    | Italia (bandiera) | D     | Fabrizio Panzolini    |
|    | Italia (bandiera) | D     | Vincenzo De Francisci |
|    | Italia (bandiera) | D     | Natale Picano         |
|    | Italia (bandiera) | D     | Antonino Arcoleo      |
|    | Italia (bandiera) | D     | Rosario Facciorusso   |
|    | Italia (bandiera) | D     | Giuseppe Perria       |
|    | Italia (bandiera) | D     | Paolo Ciresi          |
|    | Italia (bandiera) | D     | Enrico Coscia         |

| N. |                   | Ruolo | Calciatore        |
| -- | ----------------- | ----- | ----------------- |
|    | Italia (bandiera) | C     | Carmelo Mastai    |
|    | Italia (bandiera) | C     | Riccardo Caruso   |
|    | Italia (bandiera) | C     | Mario Gabriele    |
|    | Italia (bandiera) | C     | Rocco D'Aiello    |
|    | Italia (bandiera) | A     | Ivo Banella       |
|    | Italia (bandiera) | A     | Giovanni Di Marzo |
|    | Italia (bandiera) | A     | Mauro Beccaria    |
|    | Italia (bandiera) | A     | Giuseppe Todaro   |
|    | Italia (bandiera) | A     | Gabriele Messina  |

## Calciomercato
| Arrivi | Arrivi           | Arrivi      |
| R.     | Nome             | da          |
| ------ | ---------------- | ----------- |
| C      | Enrico Coscia    | Salernitana |
| A      | Gabriele Messina | Crotone     |
| C      | Riccardo Caruso  | Benevento   |

## Risultati

### Campionato

#### Girone di andata
| Trapani 12 settembre 1976, ore 15:30 UTC+1 1ª giornata | Trapani | 0 – 0 | Paganese | Stadio Polisportivo Provinciale |

| Reggio Calabria 19 settembre 1976, ore 15:30 UTC+1 2ª giornata | Reggina | 0 – 0 | Trapani | Stadio Oreste Granillo |

| Trapani 26 settembre 1976, ore 15:30 UTC+1 3ª giornata | Trapani | 0 – 0 | Benevento | Stadio Polisportivo Provinciale |

| Nocera Inferiore 3 ottobre 1976, ore 15:00 UTC+1 4ª giornata | Nocerina | 0 – 0 | Trapani | Stadio San Francesco d'Assisi |

| Marsala 10 ottobre 1976, ore 15:00 UTC+1 5ª giornata | Marsala | 0 – 0 | Trapani | Stadio Antonino Lombardo Angotta |

| Trapani 17 ottobre 1976, ore 14:30 UTC+1 6ª giornata | Trapani   | 1 – 0 | Brindisi | Stadio Polisportivo Provinciale |
| \| \| \| \| \| Caruso 35’ \| Marcatori \| \|         |           |       |          |                                 |
|                                                      |           |       |          |                                 |
| Caruso 35’                                           | Marcatori |       |          |                                 |

| Bari 24 ottobre 1976, ore 14:30 UTC+1 7ª giornata | Bari      | 1 – 0 | Trapani | Stadio della Vittoria |
| \| \| \| \| \| Sigarini 62’ \| Marcatori \| \|    |           |       |         |                       |
|                                                   |           |       |         |                       |
| Sigarini 62’                                      | Marcatori |       |         |                       |

| Trapani 31 ottobre 1976, ore 14:30 UTC+1 8ª giornata             | Trapani   | 2 – 0 | Turris | Stadio Polisportivo Provinciale |
| \| \| \| \| \| Banella 61’ (rig.) Messina 85’ \| Marcatori \| \| |           |       |        |                                 |
|                                                                  |           |       |        |                                 |
| Banella 61’ (rig.) Messina 85’                                   | Marcatori |       |        |                                 |

| Trapani 6 gennaio 1977, ore 14:30 UTC+1 9ª giornata | Trapani   | 0 – 1        | Matera | Stadio Polisportivo Provinciale |
| \| \| \| \| \| \| Marcatori \| 52’ Picat Re \|      |           |              |        |                                 |
|                                                     |           |              |        |                                 |
|                                                     | Marcatori | 52’ Picat Re |        |                                 |

| Barletta 14 novembre 1976, ore 14:30 UTC+1 10ª giornata                             | Barletta  | 1 – 2                          | Trapani | Stadio Cosimo Puttilli |
| \| \| \| \| \| Bilardi 39’ (rig.) \| Marcatori \| 38’ (aut.) Josche 88’ Beccaria \| |           |                                |         |                        |
|                                                                                     |           |                                |         |                        |
| Bilardi 39’ (rig.)                                                                  | Marcatori | 38’ (aut.) Josche 88’ Beccaria |         |                        |

| Trapani 21 novembre 1976, ore 14:30 UTC+1 11ª giornata | Trapani   | 1 – 0 | Siracusa | Stadio Polisportivo Provinciale |
| \| \| \| \| \| Banella 30’ \| Marcatori \| \|          |           |       |          |                                 |
|                                                        |           |       |          |                                 |
| Banella 30’                                            | Marcatori |       |          |                                 |

| Sorrento 28 novembre 1976, ore 14:30 UTC+1 12ª giornata  | Sorrento  | 2 – 0 | Trapani | Stadio Italia |
| \| \| \| \| \| Bozza 16’ Crispino 62’ \| Marcatori \| \| |           |       |         |               |
|                                                          |           |       |         |               |
| Bozza 16’ Crispino 62’                                   | Marcatori |       |         |               |

| Trapani 5 dicembre 1976, ore 14:30 UTC+1 13ª giornata                                    | Trapani   | 3 – 2                    | Alcamo | Stadio Polisportivo Provinciale |
| \| \| \| \| \| Beccaria 26’, 33’ Messina 90’ \| Marcatori \| 23’ Lo Porto 32’ Billeci \| |           |                          |        |                                 |
|                                                                                          |           |                          |        |                                 |
| Beccaria 26’, 33’ Messina 90’                                                            | Marcatori | 23’ Lo Porto 32’ Billeci |        |                                 |

| Campobasso 12 dicembre 1977, ore 14:30 UTC+1 14ª giornata | Campobasso | 0 – 0 | Trapani | Stadio Giovanni Romagnoli |

| Trapani 19 dicembre 1976, ore 14:30 UTC+1 15ª giornata                       | Trapani   | 3 – 0 | Pro Vasto | Stadio Polisportivo Provinciale |
| \| \| \| \| \| Beccaria 10’ Todaro 70’ Banella rig.’ (80) \| Marcatori \| \| |           |       |           |                                 |
|                                                                              |           |       |           |                                 |
| Beccaria 10’ Todaro 70’ Banella rig.’ (80)                                   | Marcatori |       |           |                                 |

| Crotone 2 gennaio 1975, ore 14:30 UTC+1 16ª giornata               | Crotone   | 2 – 1        | Trapani | Stadio Ezio Scida |
| \| \| \| \| \| Bonni 13’ Piras 76’ \| Marcatori \| 22’ Beccaria \| |           |              |         |                   |
|                                                                    |           |              |         |                   |
| Bonni 13’ Piras 76’                                                | Marcatori | 22’ Beccaria |         |                   |

| Messina 9 gennaio 1977, ore 14:30 UTC+1 17ª giornata      | Messina   | 2 – 0 | Trapani | Stadio Giovanni Celeste |
| \| \| \| \| \| Ferretti 8’ Tivelli 72’ \| Marcatori \| \| |           |       |         |                         |
|                                                           |           |       |         |                         |
| Ferretti 8’ Tivelli 72’                                   | Marcatori |       |         |                         |

| Trapani 16 gennaio 1977, ore 14:30 UTC+1 18ª giornata                                                           | Trapani   | 3 – 3                                     | Cosenza | Stadio Polisportivo Provinciale |
| \| \| \| \| \| Banella 45’ (rig.), 90’ Messina 89’ \| Marcatori \| 2’ Capuano 41’ Perrotta 73’ (rig.) Stella \| |           |                                           |         |                                 |
| |           |                                           |         |                                 |
| Banella 45’ (rig.), 90’ Messina 89’                                                                             | Marcatori | 2’ Capuano 41’ Perrotta 73’ (rig.) Stella |         |                                 |

| Salerno 23 gennaio 1977, ore 14:30 UTC+1 19ª giornata | Salernitana | 1 – 0 | Trapani | Stadio Vestuti |
| \| \| \| \| \| Mujesan 12’ \| Marcatori \| \|         |             |       |         |                |
|                                                       |             |       |         |                |
| Mujesan 12’                                           | Marcatori   |       |         |                |

#### Girone di ritorno
| Pagani 30 gennaio 1977, ore 14:30 UTC+1 20ª giornata                               | Paganese  | 3 – 1         | Trapani | Stadio Marcello Torre |
| \| \| \| \| \| Zanin 23’ Stanzione 89’ Grassi 90’ \| Marcatori \| 40’ Panzolini \| |           |               |         |                       |
|                                                                                    |           |               |         |                       |
| Zanin 23’ Stanzione 89’ Grassi 90’                                                 | Marcatori | 40’ Panzolini |         |                       |

| Trapani 6 febbraio 1977, ore 14:30 UTC+1 21ª giornata | Trapani   | 1 – 0 | Reggina | Stadio Polisportivo Provinciale |
| \| \| \| \| \| Messina 74’ \| Marcatori \| \|         |           |       |         |                                 |
|                                                       |           |       |         |                                 |
| Messina 74’                                           | Marcatori |       |         |                                 |

| Benevento 13 febbraio 1977, ore 14:30 UTC+1 22ª giornata | Benevento | 1 – 0 | Trapani | Stadio Gennaro Meomartini |
| \| \| \| \| \| De Foglio ?’ \| Marcatori \| \|           |           |       |         |                           |
|                                                          |           |       |         |                           |
| De Foglio ?’                                             | Marcatori |       |         |                           |

| Trapani 20 febbraio 1976, ore 14:30 UTC+1 23ª giornata | Trapani   | 1 – 0 | Nocerina | Stadio Polisportivo Provinciale |
| \| \| \| \| \| Banella ?’ (rig.) \| Marcatori \| \|    |           |       |          |                                 |
|                                                        |           |       |          |                                 |
| Banella ?’ (rig.)                                      | Marcatori |       |          |                                 |

| Trapani 27 febbraio 1977, ore 14:30 UTC+1 24ª giornata               | Trapani   | 3 – 0 | Marsala | Stadio Polisportivo Provinciale |
| \| \| \| \| \| Messina 15’, 60’ Iozzia 49’ (aut.) \| Marcatori \| \| |           |       |         |                                 |
|                                                                      |           |       |         |                                 |
| Messina 15’, 60’ Iozzia 49’ (aut.)                                   | Marcatori |       |         |                                 |

| Brindisi 6 marzo 1977, ore 14:30 UTC+1 25ª giornata | Brindisi  | 2 – 0 | Trapani | Stadio Franco Fanuzzi |
| \| \| \| \| \| Del Pelo 8’, 15’ \| Marcatori \| \|  |           |       |         |                       |
|                                                     |           |       |         |                       |
| Del Pelo 8’, 15’                                    | Marcatori |       |         |                       |

| Trapani 13 marzo 1977, ore 14:30 UTC+1 26ª giornata                       | Trapani   | 1 – 2                | Bari | Stadio Polisportivo Provinciale |
| \| \| \| \| \| Messina rig.’ (60) \| Marcatori \| 21’ Bilone 39’ Penzo \| |           |                      |      |                                 |
|                                                                           |           |                      |      |                                 |
| Messina rig.’ (60)                                                        | Marcatori | 21’ Bilone 39’ Penzo |      |                                 |

| Torre del Greco 20 marzo 1977, ore 14:30 UTC+1 27ª giornata | Turris    | 1 – 0 | Trapani | Stadio Amerigo Liguori |
| \| \| \| \| \| Barone 66’ \| Marcatori \| \|                |           |       |         |                        |
|                                                             |           |       |         |                        |
| Barone 66’                                                  | Marcatori |       |         |                        |

| Matera 27 marzo 1977, ore 14:30 UTC+1 28ª giornata                      | Matera    | 2 – 1       | Trapani | Stadio XXI Settembre - Franco Salerno |
| \| \| \| \| \| Chimenti 50’ Picat Re 75’ \| Marcatori \| 34’ Messina \| |           |             |         |                                       |
|                                                                         |           |             |         |                                       |
| Chimenti 50’ Picat Re 75’                                               | Marcatori | 34’ Messina |         |                                       |

| Trapani 3 aprile 1977, ore 14:30 UTC+1 29ª giornata | Trapani   | 0 – 0 | Barletta | Stadio Polisportivo Provinciale |
| \| \| \| \| \| Banella ?’ (rig.) \| Marcatori \| \| |           |       |          |                                 |
|                                                     |           |       |          |                                 |
| Banella ?’ (rig.)                                   | Marcatori |       |          |                                 |

| Siracusa 10 aprile 1977, ore 15:00 UTC+1 30ª giornata                          | Siracusa  | 1 – 2                         | Trapani | Stadio Nicola De Simone |
| \| \| \| \| \| Mangiapane 58’ \| Marcatori \| 52’ (aut.) Gobbi 82’ Beccaria \| |           |                               |         |                         |
|                                                                                |           |                               |         |                         |
| Mangiapane 58’                                                                 | Marcatori | 52’ (aut.) Gobbi 82’ Beccaria |         |                         |

| Trapani 17 aprile 1977, ore 14:30 UTC+1 31ª giornata | Trapani | 0 – 0 | Sorrento | Stadio Polisportivo Provinciale |

| Alcamo 24 aprile 1977, ore 15:30 UTC+1 32ª giornata | Alcamo    | 1 – 0 | Trapani | Stadio Lelio Catella |
| \| \| \| \| \| Indelicato 4’ \| Marcatori \| \|     |           |       |         |                      |
|                                                     |           |       |         |                      |
| Indelicato 4’                                       | Marcatori |       |         |                      |

| Trapani 8 maggio 1977, ore 15:00 UTC+1 33ª giornata      | Trapani   | 2 – 0 | Campobasso | Stadio Polisportivo Provinciale |
| \| \| \| \| \| Todaro 27’ Banella 50’ \| Marcatori \| \| |           |       |            |                                 |
|                                                          |           |       |            |                                 |
| Todaro 27’ Banella 50’                                   | Marcatori |       |            |                                 |

| Vasto 15 maggio 1977, ore 16:00 UTC+1 34ª giornata           | Pro Vasto | 1 – 1        | Trapani | Stadio Aragona |
| \| \| \| \| \| Salvadori 50’ \| Marcatori \| 89’ Beccaria \| |           |              |         |                |
|                                                              |           |              |         |                |
| Salvadori 50’                                                | Marcatori | 89’ Beccaria |         |                |

| Trapani 22 maggio 1977, ore 16:00 UTC+1 35ª giornata                         | Trapani   | 3 – 0 | Crotone | Stadio Polisportivo Provinciale |
| \| \| \| \| \| Gabriele 46’ Bonni 56’ (aut.) Beccaria 82’ \| Marcatori \| \| |           |       |         |                                 |
|                                                                              |           |       |         |                                 |
| Gabriele 46’ Bonni 56’ (aut.) Beccaria 82’                                   | Marcatori |       |         |                                 |

| Trapani 29 maggio 1977, ore 16:00 UTC+1 36ª giornata | Trapani | 0 – 0 | Messina | Stadio Polisportivo Provinciale |

| Nicastro 5 giugno 1977, ore 16:00 UTC+1 37ª giornata | Cosenza | 0 – 0 | Trapani | ? |

| Trapani 12 giugno 1977, ore 16:00 UTC+1 38ª giornata                         | Trapani   | 3 – 1           | Salernitana | Stadio Polisportivo Provinciale |
| \| \| \| \| \| Todaro 5’ Messina 50’, 81’ \| Marcatori \| 59’ Di Prospero \| |           |                 |             |                                 |
|                                                                              |           |                 |             |                                 |
| Todaro 5’ Messina 50’, 81’                                                   | Marcatori | 59’ Di Prospero |             |                                 |

### Coppa Italia

#### Girone di qualificazione
|         |         | Risultato | Marcatori |
| ------- | ------- | --------- | --------- |
| Trapani | Alcamo  | 1-0       | Di Marzo  |
| Trapani | Marsala | 1-1       | Banella   |
| Alcamo  | Trapani | 1-0       |           |
| Marsala | Trapani | 0-1       | Banella   |

| Squadra | P.ti | G |                                 |
| ------- | ---- | - | ------------------------------- |
| Trapani | 5    | 4 | Qualificata al turno successivo |
| Marsala | 4    | 4 |                                 |
| Alcamo  | 3    | 4 |                                 |

#### Sedicesimi di finale
|         | 04.11.1976 | 08.12.1976 |        |
| ------- | ---------- | ---------- | ------ |
| Trapani | 4 - 0      | 1 - 2      | Modica |

#### Ottavi di finale
|         | 23.02.1977 | 09.03.1977 |         |
| ------- | ---------- | ---------- | ------- |
| Messina | 3 - 1      | 0 - 3      | Trapani |

#### Quarti di finale
|          | 30.03.1977 | 13.04.1977 |         |
| -------- | ---------- | ---------- | ------- |
| Paganese | 2 - 1      | 1 - 1      | Trapani |

## Statistiche

### Statistiche di squadra
|  |    | Classifica Girone C | Punti | G  | V  | N  | P  | GF | GS |
|  | -- | ------------------- | ----- | -- | -- | -- | -- | -- | -- |
|  | 4. | Crotone             | 42    | 38 | 16 | 10 | 12 | 37 | 35 |
|  | 5. | Trapani             | 39    | 38 | 14 | 11 | 13 | 36 | 30 |
|  | 6. | Salernitana         | 38    | 38 | 12 | 14 | 12 | 31 | 26 |

### Statistiche dei giocatori
| Giocatore             | Presenze | Reti |
| --------------------- | -------- | ---- |
| Arcoleo Antonino      | 18       | 0    |
| Banella Ivo           | 35       | 8    |
| Beccaria Mauro        | 34       | 8    |
| Caruso Riccardo       | 34       | 1    |
| Chini Andrea          | 37       | 0    |
| Ciriesi Paolo         | 2        | 0    |
| Coscia Enrico         | 36       | 0    |
| D'Aiello Rocco        | 32       | 0    |
| De Francisci Vincenzo | 34       | 0    |
| Di Marzo Giovanni     | 1        | 0    |
| Facciorusso Rosario   | 38       | 0    |
| Gabriele Mario        | 24       | 1    |
| Mastai Carmelo        | 2        | 0    |
| Messina Gabriele      | 27       | 10   |
| Panzolini Fabrizio    | 27       | 1    |
| Perria Giuseppe       | 1        | 0    |
| Picano Natale         | 38       | 0    |
| Pugliese Agatino      | 2        | 0    |
| Todaro Giuseppe       | 25       | 3    |